# コシダカアマガイ
コシダカアマガイ（Nerita striata） はアマオブネガイ科に属する 巻貝の一種。

## 外観
3cm以下の巻貝で殻は厚く、螺塔が少し盛り上がる。黒色に斜めに黄白色斑で遮られる細い螺肋を密にめぐらす。殻口はD字形で周縁はほのかに黄色を帯びる。外唇に歯が並ぶが、上端の2個は特に尖る。軸唇中央部に刻まれた2条の歯とつながるうねが滑層に並び、一部は途切れて線・点・線の行列となる。

## 分布
奄美諸島以南のインド-西太平洋の潮間帯の岩礫地。

## 人との関係
沖縄で食用にされる。美味い。